# Antiotrema dunnianum
Antiotrema  es un género monotípico de plantas con flores perteneciente a la familia Boraginaceae. Su única especie: Antiotrema dunnianum, es originaria de Asia.

## Descripción
Tiene  1 o 2 tallos, ramificados sólo en inflorescencias, de 10 a 30 cm de altura, densamente pubescente. Hojas basales espatuladas a estrechamente elípticas, de 3-18 x 1-5 cm, densamente minuciosamente hispida, pelos discoide en la base, ápice obtuso a acute; tallo hojas más pequeñas, oblanceoladas a estrechamente obovadas-oblongas. Las inflorescencias terminales, ramificadas, densamente pubescentes, con muchas flores. Pedicelo de 2-3 mm, ligeramente recurvado. Cáliz 3,5-4 mm, lóbulos linear-lanceolados, ápice agudo, ligeramente ampliado. Corola azul o púrpura-rojo, de 4.5-7 mm, glabro; apéndices trapezoidales, 1-1.4 mm. El fruto es una nuez marrón, ligeramente curvadaa, 2.2 a 2.5 mm, densamente tuberculada. Semillas estrecho ovoides, dorsiventralmente comprimidas; radícula inferior. Fl. May-Jun, fr. Julio-agosto.

## Distribución y hábitat
Se encuentra en prados, laeras de colinas. bosques de Pinus y bosques de frondosas, matorrales, márgenes de bosques, carreteras, a una altitud de 1600-2500 metros en Guangxi, Guizhou, suroeste de Sichuan y Yunnan.

## Taxonomía
Antiotrema dunnianum fue descrita por (Diels) Hand.-Mazz.  y publicado en Anzeiger der Akademie der Wissenschaften in Wien. Mathmematische-naturwissenschaftliche Klasse. Wien 57: 240. 1920.
Sinonimia
- Cynoglossum cavaleriei H.Lév.
- Cynoglossum dunnianum Diels
- Henryettana mirabilis Brand